# Gottfried August Bürger

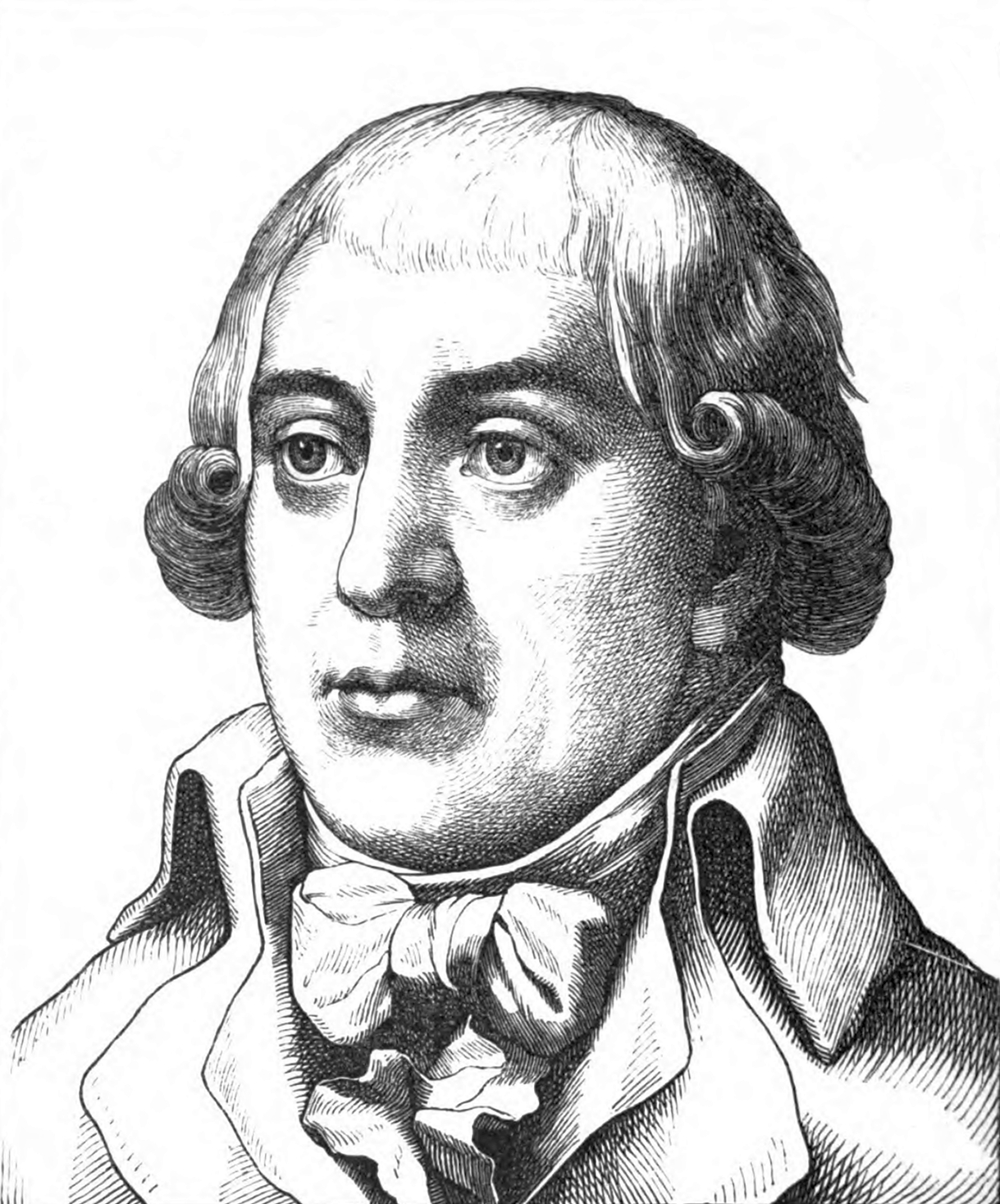
Gottfried August Bürger v roce 1754

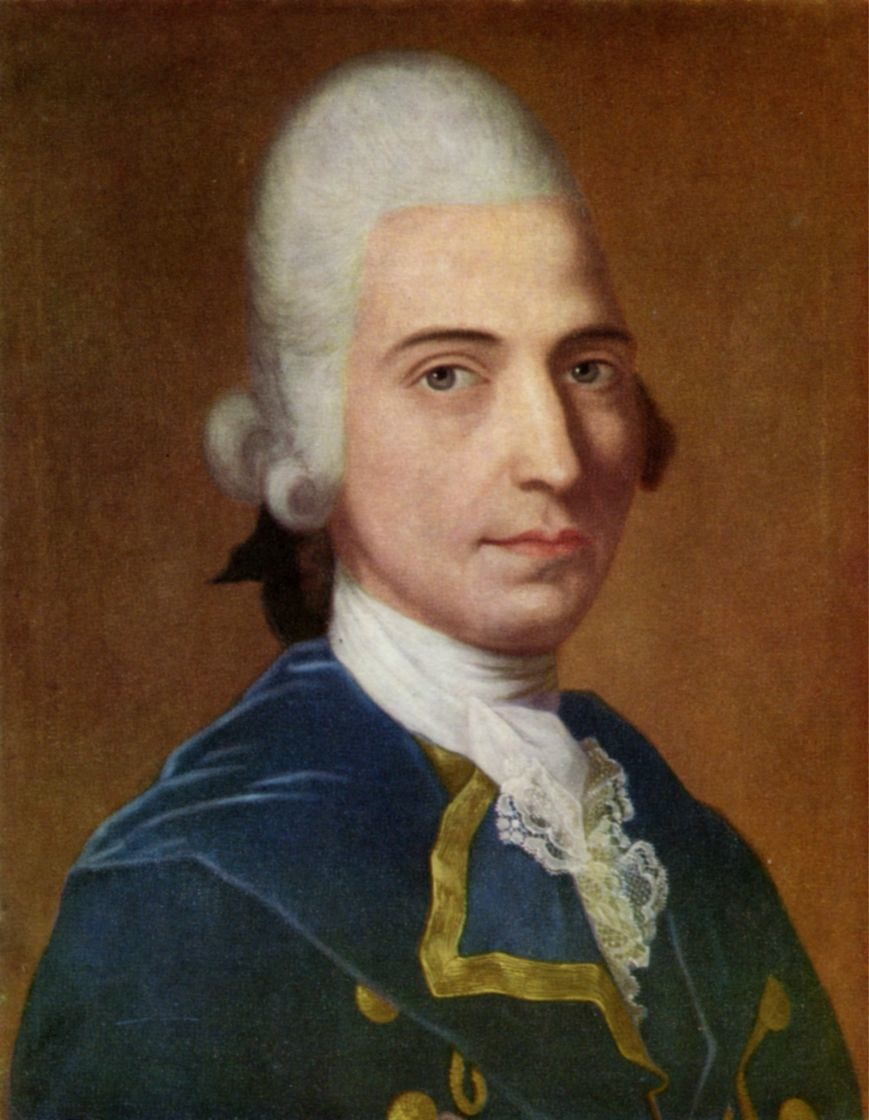
Gottfried August Bürger v roce 1771

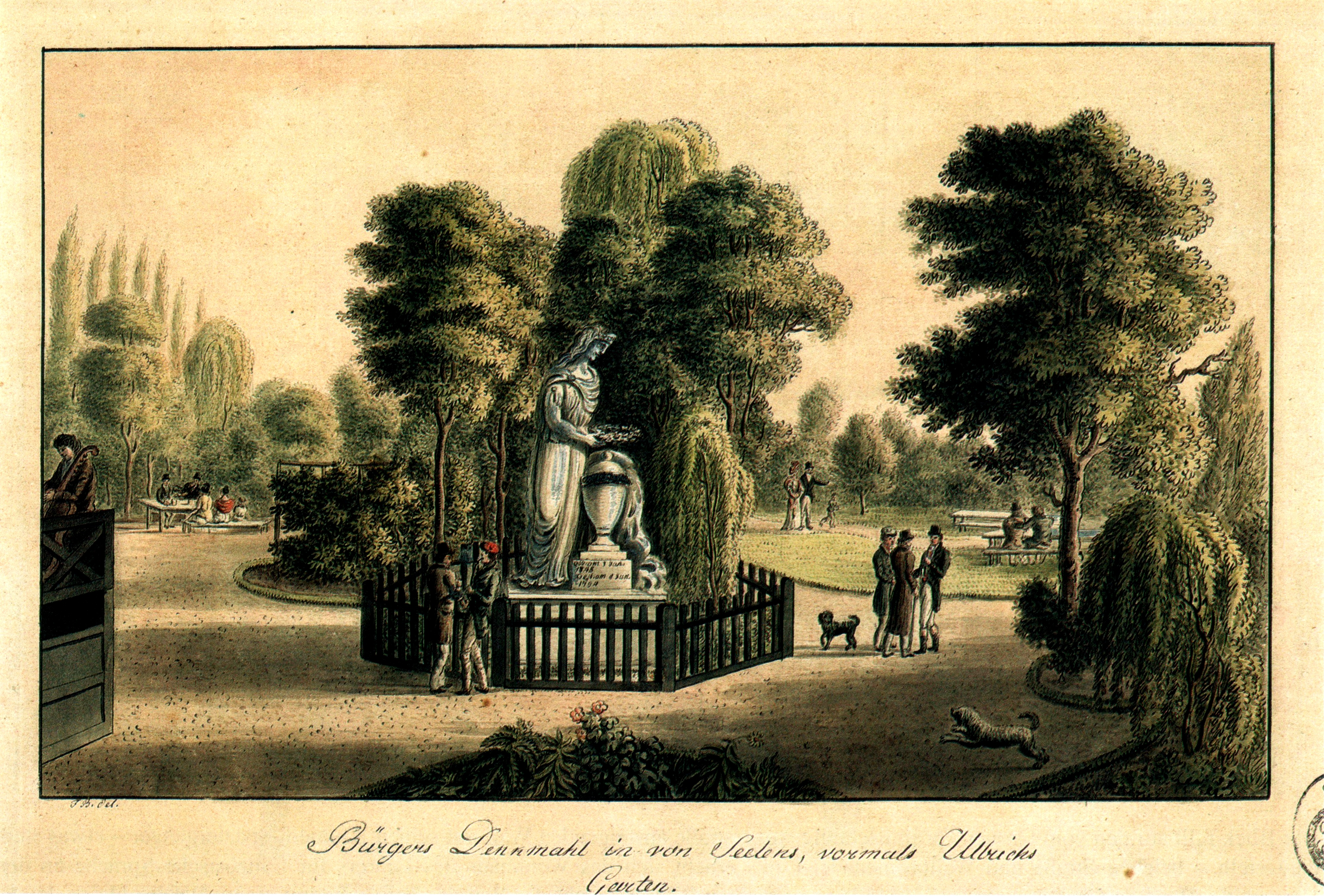
Bürgerův pomník v Göttingenu z roku 1799

Gottfried August Bürger (31. prosinec 1747, Molmerswende v Harzu – 8. červen 1794, Göttingen) byl německý preromantický básník, prozaik a překladatel.

## Život
Bürger pocházel z rodiny evangelického kněze a na žádost svého dědečka začal roku 1764 studovat teologii v Halle. Studia však brzy opustil a od roku 1768 studoval právo na univerzitě v Göttingenu. Zajímal se též o klasickou filologii. Pracoval jako úředník a od roku 1784 přednášel v Göttingenu estetiku. Roku 1789 zde byl jmenován mimořádným profesorem, ovšem bez nároku na pravidelný plat, takže se musel živit jako překladatel.
Svou literární dráhu zahájil jako spolupracovník časopisu Göttinger Musenalmanach, ve kterém uveřejňoval své první básně. Od roku 1779 sám tento časopis redigoval. Velký vliv na jeho tvorbu mělo hnutí Sturm und Drang. Je považován za zakladatele německé umělé balady. Jsou založeny na námětech z lidové slovesnosti, vyjadřují vášnivost lidských citů a vzdor proti osudu. Do života jejich hrdinů vstupují nadpřirozené síly, přičemž střet s nimi končí tragicky. Nejznámější z těchto balad je Lenora (1773, Lenore).
Dnes však je jeho jméno spojováno především se satirickým dobrodružným dílem Podivuhodné cesty po vodě i souši, polní tažení a veselá dobrodružství Barona Prášila, jak je vypravuje při víně v kruhu přátel (1786, Wunderbare Reisen zu Wasser und zu Lande, Feldzüge und lustige Abenteuer des Freiherrn von Münchhausen: wie er dieselben bei der Flasche im Zirkel seiner Freunde selbst zu erzählen pflegt), česky zkráceně Baron Prášil. Hrdina v knize vypráví o svých neuvěřitelných až fantastických příhodách, v nichž je často patrná autorova inspirace lidovými pohádkami a knížkami lidového čtení.
V osobním životě nedosáhl Bürger díky své nevyrovnané povaze trvalého štěstí. Roku 1774 se oženil s dcerou hannoverského úředníka Dorette Leonhartovou, ale brzy se zamiloval do její mladší sestry Augusty. Po smrti Doretty roku 1784 se s Augustou příští rok oženil, ale ta roku 1786 zemřela při porodu. To jej tak zdrtilo, že ztratil zájem o uměleckou tvorbu. Roku 1790 se oženil ještě jednou, ale toto manželství byl velký omyl a již roku 1792 přestalo existovat.
Velkou ranou byla pro Bürgera také rozsáhlá kritika jeho básnické tvorby ze strany Friedricha Schillera v novinách Allgemeine Literatur-Zeitung v roce 1791. Schiller mu vyčítal, že jeho básně postrádají ideální představu lásky a krásy a často zobrazují pouze temné stránky lidské povahy.
Ke konci života onemocněl Bürger tuberkulózou. Když kvůli svému zdravotnímu stavu ztratil zaměstnání, dostal pouze jednorázovou podporu ve výši padesáti tolarů. Zemřel v chudobě roku 1794.
Roku 1799 mu byl v Göttingenu na jeho oblíbeném místě ve veřejné zahradě postaven pomník, který však byl roku 1956 zbourán.

## Dílo

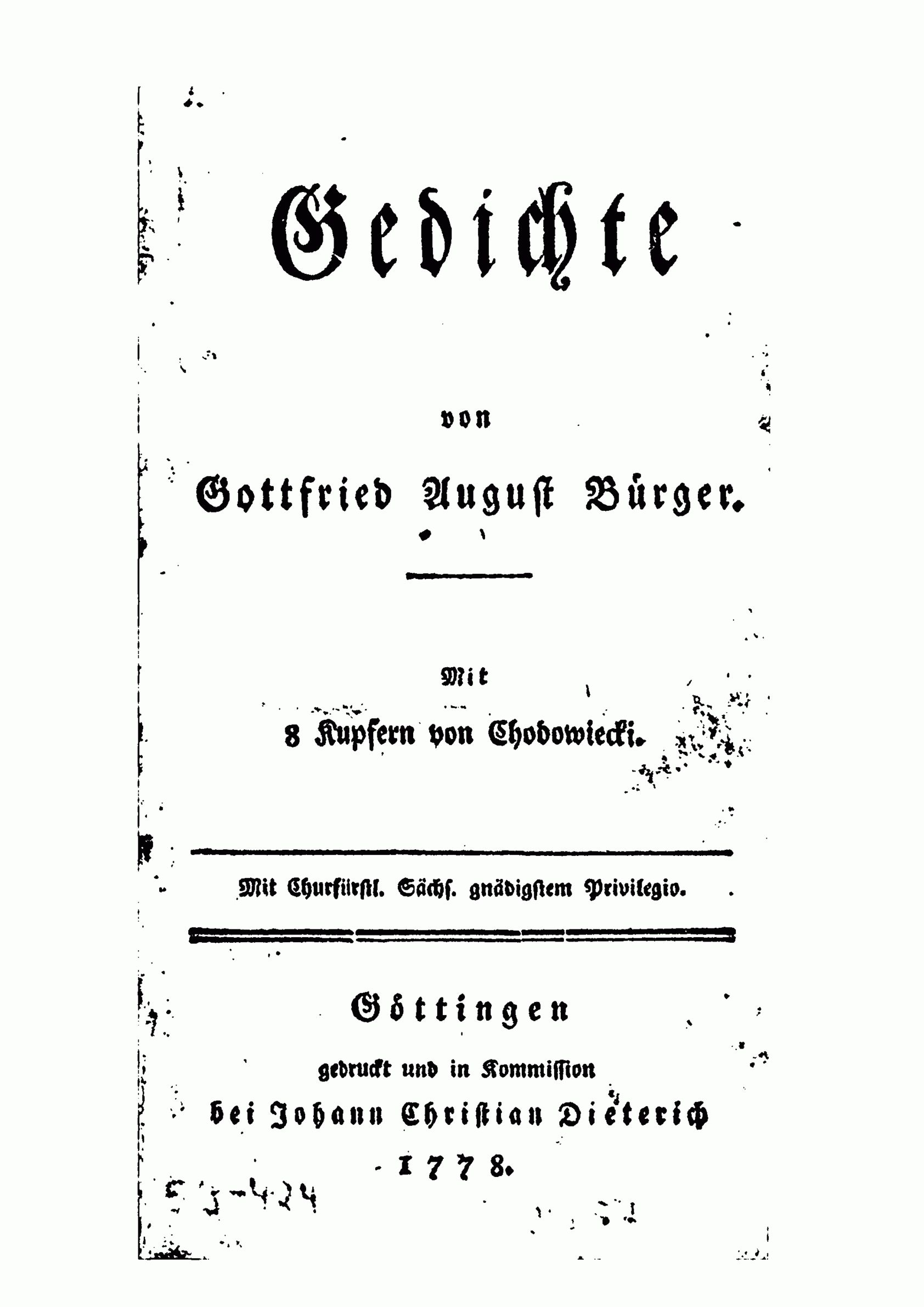
Titulní list vydání Bürgerových básní z roku 1778.

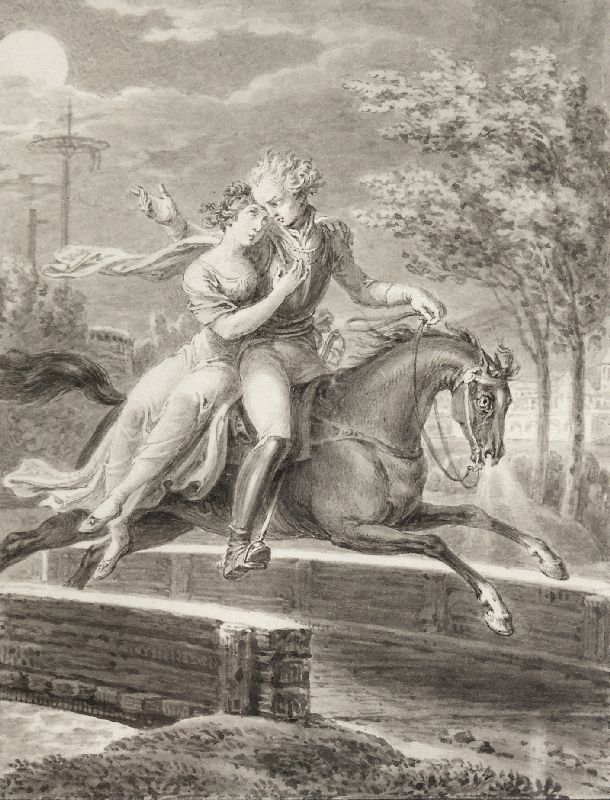
Ilustrace Johanna Davida Schuberta (kolem roku 1800) k baladě Lenora.

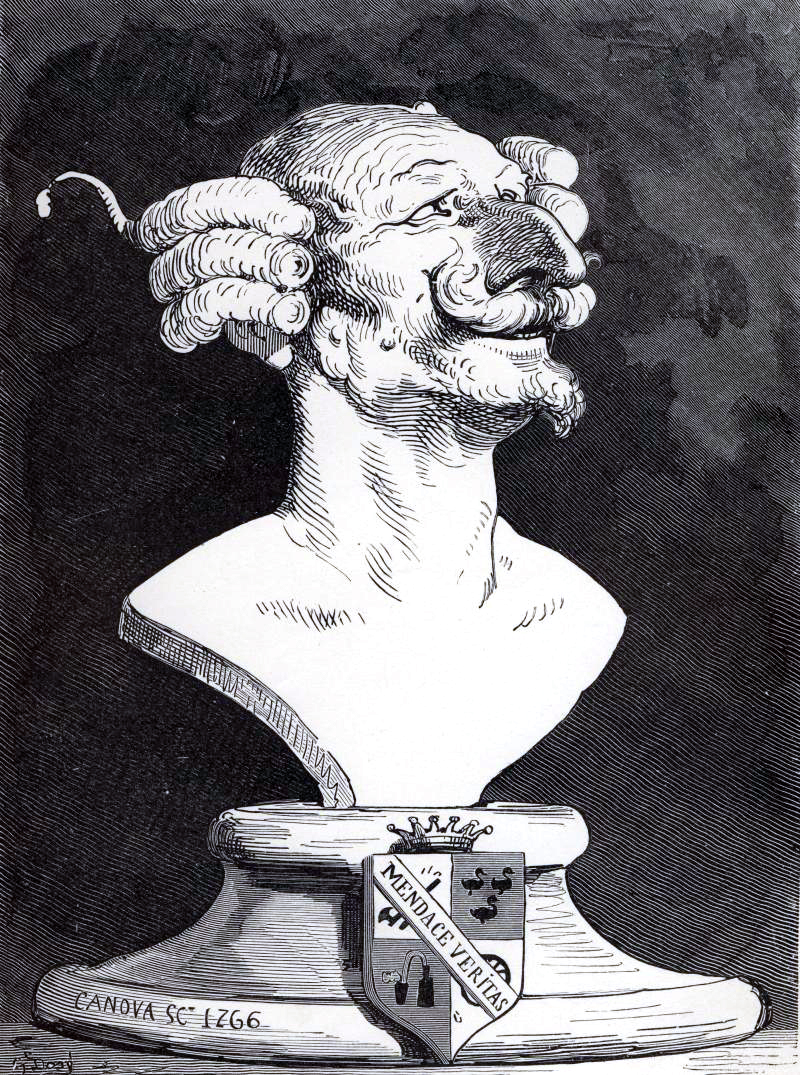
Ilustrace Gustava Dorého ke knize Baron Prášil.

### Básně
- Sedlák svému nejjasnějšímu tyranovi (1773, Der Bauer an seinen durchlauchtigen Tyrannen), politická báseň inspirovaná feudálním útiskem a ideály francouzské revoluce.
- Ženy z Weinsbergu (1774, Die Weiber von Weinsberg), spíše romance než balada.
- Lenora (1773, Lenore), nejznámější Bürgera balada prvně otištěná v časopise Musenalmanach. Její hrdinkou je mladá dívka Lenora, jejíž milý Vilém odešel na vojnu. Myslí si, že už nežije. Ze svého utrpení začne proklínat celý svět, rouhá se bohu a nedbá na matčiných napomínání. V noci za ní její milý přijede již jako umrlec a Lenora to nepozná. Vilém Lenoru odveze na hřbitov, kde se změní v kostlivce. Lenora zahyne. Tato báseň inspirovala Karla Jaromíra Erbena k napsání své balady Svatební košile.[2]
- Leonardo a Blandina (1776, Leonardo und Blandine), balada.
- Píseň o chrabrém muži (1777, Das Lied vom braven Mann), balada.
- Divoký lovec (1778, Der wilde Jäger), balada.
- Dcera faráře z Holoubí (1778, Des Pfarrerws Tochter von Taubenhaim), balada.
- Básně (1778, Gedichte), souborné vydání autorových básní.
- Císař a opat (1785, Der Kaiser und der Abt), spíše romance než balada.

### Próza a teoretické práce
- O lidové poezii (1776, Über Volkspoesie. Aus Daniel Wunderlichs Buch), teoretická práce.
- Podivuhodné cesty po vodě i souši, polní tažení a veselá dobrodružství Barona Prášila, jak je vypravuje při víně v kruhu přátel (1786, Wunderbare Reisen zu Wasser und zu Lande, Feldzüge und lustige Abenteuer des Freiherrn von Münchhausen: wie er dieselben bei der Flasche im Zirkel seiner Freunde selbst zu erzählen pflegt), česky zkráceně Baron Prášil. Kniha vznikla jako Bürgerův překlad anglického vydání knihy Rudolfa Ericha Raspeho Vyprávění barona Prášila o jeho neuvěřitelných cestách a taženích v Rusku (Baron Munchausen's Narrative of his Marvellous Travels and Campaigns in Russia) z roku 1875, inspirované historkami německého vojáka a cestovatele, barona von Münchhausena. Bürger knihu nejen přeložil, ale také rozšířil o další neuvěřitelné a fantastické historky.[2]
- Učebnice německých stylů (posmrtně 1826, Lehrbuch des Deutschen Styles), teoretická práce.
- Estetické spisy (souborně 1832, Aesthetische Schriften: Supplement zu allen Ausgaben von Buergers Werken).

## Filmové adaptace
- Dobrodružství barona Prášila (1911, Les aventures de baron de Munchhausen), francouzský němý film, režie Georges Méliès.
- Monsieur de Crac (1912), francouzský němý film, režie Émile Cohl.
- Baron Prášil (1943, Münchhausen), německý film, režie Josef von Báky, v titulní roli Hans Albers
- Baron Prášil (1962), český film, režie Karel Zeman, v titulní roli Miloš Kopecký.
- Dobrodružství barona Prášila (1967, Приключения барона Мюнхаузена), ruský sovětský loutkový film, režie Anatolij Karanovič.
- Dobrodružství legendárního barona Prášila (1979, Les fabuleuses aventures du légendaire Baron de Munchausen), francouzský animovaný film, režie Jean Image.
- To je ten baron Prášil (1979, Тот самый Мюнхгаузен), ruský sovětský televizní film, režie Mark Zacharov, v titulní roli Oleg Jankovskij
- Dobrodružství barona Prášila (1988, The Adventures of Baron Munchausen), britsko-německý film, režie Terry Gilliam, v titulní roli John Neville.
- Baron Prášil (2012, Baron Münchhausen), německý film, režie Andreas Linke, v titulní roli Jan Josef Liefers.

## Česká vydání
- Přijhody pana Žamputáře, Martin Neureuter, Praha 1824, přeložil Jan Josef Charvát (jde o první české vydání Barona Prášila).
- Podivné příhody pana Prášila, Tisk a sklad Jaroslava Pospišila, Praha 1844.
- Znamenité a podivné příhody pana Prášílka, s kterými se na mnohých svých cestách po veškerém světě setkal a možné i nemožné skutky vyvedl, jakož sám vypravuje, Alois Josef Landfras a syn, Jindřichův Hradec 1865, vypravuje Václav Rodomil Kramerius.
- Pan baron Prášil, Rudolf Storch, Praha 1890, vypravuje František Ruth.
- Dobrodružství barona Prášila, Praha 1895, vypravuje Ludmila Grossmannová-Brodská.
- Baron Prášil: podivuhodné cesty a příhody jeho na souši i po moři, Ignác Leopold Kober, Praha 1897, vypravuje Ignác Hofírek, znovu 1912.
- Baron Prášil, František Šimáček, Praha 1906, přeložil Jaromír Hvězda (T. E. Tisovský), znovu 1907, Šolc a Šimáček, Praha 1921 a Toužimský & Moravec, Praha 1935.
- Povídky z cest barona Prášila, Lidové nakladatelství, Praha 1911, vypravuje Václav Patejdl.
- Pan baron Prášil a jeho podivuhodná cestovní dobrodružství, Alois Hynek, Praha 1911, vypravuje Zdenka Zásmucká, znovu 1924.
- Baron Prášil, Bedřich Kočí, Praha 1933, vypravuje L. A. Helwich.
- Příhody barona Prášila, Josef Hladký, Praha 1924, přeložil Bedřich Beneš Buchlovan.
- Podivuhodné cesty po vodě i souši, polní tažení a veselá dobrodružství barona Prášila, jak je sám při víně vypravuje v kruhu svých přátel, Družstevní práce, Praha 1935, přeložil Zdeněk Gintl.
- Baron Prášil: jeho veselé cesty a dobrodružství, Karel Hloušek, Praha 1939, vypravuje Josef Ročák.
- Podivuhodné cesty a dobrodružství barona Prášila na vodě a na souši, : Školní nakladatelství pro Čechy a Moravu, Praha 1941, vypravuje Arnošt Ondrůj, znovu 1942.
- Podivuhodné cesty po vodě i souši, polní tažení a veselá dobrodružství Barona Prášila, jak je vypravuje při víně v kruhu přátel, Naše vojsko, Praha 1958, přeložil a upravil Jiří Kolář za spolupráce Jiřího Havlíka, znovu Nakladatelství Lidové noviny, Praha 1996, Academia, Praha 2000 a Millennium Publishing, Praha 2010.
- Balady, SNKLU, Praha 1964, přeložil Jindřich Pokorný.
- O strachu i udatenství, o přízni i protivenství, o lovu i cestování, o boji i hodování, řada příhod, jimiž strašil nebojácné Baron Prášil, SNDK, Praha 1965, vypravuje Jiří Kolář a Josef Hiršal, znovu 1970.
- Dobrodružství barona Prášila, Spektrum, Praha 1991, vypravuje Vladimír Reis.
- Baron Prášil, Toužimský & Moravec, Praha 1994, vypravuje Ljuba Vašáková.